# Ichiyō Higuchi
Ichiyō Higuchi  (樋口 一葉?, Higuchi Ichiyō) pseudonimo di Natsuko Higuchi (Tokyo, 2 maggio 1872 – 23 novembre 1896) è stata una scrittrice e poetessa giapponese.
Viene ricordata come una delle più importanti scrittrici del periodo Meiji (1868–1912) e la prima donna giapponese dei tempi moderni ad essere riconosciuta come scrittrice di primo piano.
Tra le sue caratteristiche più spiccate emergono l'accuratezza e la sensibilità con le quali fornisce un quadro completo e profondo dell'universo femminile, in un contesto caratterizzato da ambienti poveri e degradati.
Lo stile di scrittura di Higuchi non fu influenzato dal modello occidentale, al contrario si servì del giapponese classico all'interno dei suoi racconti. Per questo motivo è complicato tradurre i suoi scritti nella lingua giapponese moderna, e si preferisce lasciarli nella sua forma originale, seppur risultino complicati da leggere anche per gli stessi giapponesi.

## Biografia

### Primi anni
Nacque a Tokyo con il nome di Natsuko Higuchi. I suoi genitori si trasferirono nella capitale dopo aver vissuto in una comunità agricola di una provincia nelle vicinanze (Yamanashi). Attraverso l'acquisizione di titoli, il padre divenne samurai di basso grado, status sociale in seguito perso con la caduta del Bakufu. Nel periodo in cui nacque Ichiyō, lavorò a servizio del nuovo governo come pubblico funzionario della prefettura di Tōkyō.
A 14 anni, Higuchi iniziò a studiare poesia classica in una scuola privata chiamata "Hagi no ya". Ichiyō si sentiva a disagio tra gli studenti, in gran parte provenienti da famiglie di ceto alto. Mantenne un atteggiamento umile, e il fatto che fosse miope e di bassa statura non la aiutò a socializzare.
La sua propensione alla scrittura divenne evidente all'età di 15 anni, quando iniziò a scrivere un diario che curò sistematicamente fino alla fine dei suoi giorni. Si servì di questo strumento per sfogarsi della sua percezione di inferiorità sociale, dei problemi economici della sua famiglia, per vincere la sua timidezza e far conoscere i propri pensieri sotto forma di romanzo. Nonostante risultasse di notevole qualità ed interesse, il diario non fu mai pubblicato interamente in altre lingue.

### Carriera di scrittrice
Ichiyō, sua madre, e sua sorella più giovane erano solite provvedere al mantenimento della famiglia con lavori di cucito, pulizia, ed altro. Nel 1892, a seguito del successo del romanzo Yabu no Uguisu, scritto dalla compagna di classe Tanabe Tatsuko - divenuta in seguito famosa col nome di Miyake Kaho, Ichiyō decise di intraprendere la carriera professionale di scrittrice, nella speranza di aiutare economicamente la sua famiglia.
Le sue opere iniziali si presentavano come racconti brevi, una forma di scrittura alla quale resterà fedele. Nel 1891, incontrò colui che sarebbe diventato il suo mentore, Tōsui Nakarai. Grazie a quest'ultimo, Ichiyō sarebbe entrata in contatto con gli editori. Si innamorò subito di lui, ignorando fosse un donnaiolo. Higuchi inoltre non si rese conto che egli scriveva opere con il solo scopo di compiacere il pubblico, senza alcun interesse ad essere associato a quella che in Giappone veniva considerata junbugaku 純文学 (letteratura pura, alta).
Il suo mentore comunque parve non ricambiare i suoi sentimenti, considerandola semplicemente una sorella minore. Questa relazione fallimentare diventerà un tema ricorrente nelle opere di Higuchi.
Nel 1892 raggiunse infine il suo obiettivo: le sue prime storie furono pubblicate su un giornale minore, dove si firmò col suo nome d’arte, Higuchi Ichiyō. I racconti di questo primo periodo erano eccessivamente influenzati dalla poesia classica del periodo Heian. Le trame erano ancora esili, i personaggi non ben sviluppati e carichi di sentimenti eccessivi, in particolare se paragonati a ciò che scriveva in quel periodo sul suo diario. Higuchi si sentì perciò in dovere di dimostrare la sua formazione classica. Le sue capacità di scrittura si evolsero rapidamente, e molti dei suoi temi principali iniziarono a comparire. Per esempio, il triangolo amoroso tra una bella e giovane ragazza, sola e senza genitori, un uomo affascinante che la abbandona (e rimane in sottofondo), e un uomo povero, disperato e solo che si innamora di lei. Un altro tema che si ripeterà è quello dell’ambizione e crudeltà della classe media del periodo Meiji.
L’opera Umoregi decretò il riconoscimento di Higuchi come scrittrice professionista. Fu pubblicata sul prestigioso giornale Miyako no Hana nel 1892, solo nove mesi dopo la decisione di Higuchi di dedicarsi intensamente alla scrittura. Il suo lavoro fu apprezzato e lei riconosciuta come una nuova promettente autrice.

### Ultimi anni
Nel 1893 Higuchi, sua madre, e sua sorella, furono costrette a lasciare la loro casa per vari problemi finanziari e traslocare in un quartiere povero dove aprirono una cartoleria che fallì poco tempo dopo. La loro nuova casa era situata a cinque minuti dal quartiere a luci rosse di Tokyo, Yoshiwara. Vivere in quel posto fornì all’autrice materiale e spunto per le sue successive opere, in particolare Takekurabe (Confronto di stature), incentrato sugli amori infelici della protagonista.
I racconti del suo periodo maturo (1894–96) non furono solamente influenzati dall’esperienza di vivere vicino al quartiere di piacere e dal suo profondo interesse verso la condizione sociale delle donne, ma anche da Ihara Saikaku, scrittore del XVII secolo, di cui l’autrice scoprì le opere in quegli anni. Il suo tratto distintivo risiedeva nell’accettazione di personaggi umili come validi soggetti letterari. Ciò che Higuchi aggiunse fu una maggiore sensibilità e consapevolezza della sofferenza. A questo periodo risalgono Ōtsugomori, Nigorie, Wakare Michi, Jūsan’ya, e Takekurabe. Questi ultimi sono considerati i suoi migliori lavori.
Con queste ultime opere la sua fama si diffuse per tutta la comunità letteraria di Tokyo. Nella sua umile dimora era solita ricevere visite di scrittori, studenti di poesia, ammiratori, curiosi, critici, ed editori che chiedevano la sua collaborazione.
Tuttavia, tra le costanti interruzioni e i frequenti mal di testa, Higuchi smise di scrivere. Come suo padre e suo fratello prima di lei, aveva contratto la tubercolosi.
Morì il 23 novembre 1896 all’età di 24 anni.

## Banconota da 5000 yen

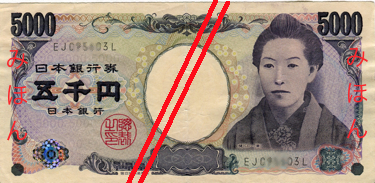

Ichiyō Higuchi è stata la seconda donna ad apparire su una banconota emessa dalla Banca del Giappone (dopo Murasaki Shikibu, nel 2000). Essendo stata una rappresentante delle donne che lottano contro ogni tipo di barriera imposta dalla discriminazione sessuale e dalla povertà (come avviene in Jūsan’ya e Takekurabe), e in quanto simbolo di successo letterario del Giappone nel periodo moderno, il suo volto è stato scelto per apparire sulla banconota da 5000 yen a partire dal 2004.

## Opere (elenco parziale)

### Traduzioni italiane
- H. Ichiyo, Palude mortifera , traduzione con proemio critico-biografico di H. Shimoi, Sakura, Napoli 1921.
- H. Ichiyo, La tredicesima notte (Jusan'ya), traduzione di A. Ricca Suga, in Narratori giapponesi moderni, Bompiani, Milano 1965.
- H. Ichiyo, Due racconti, a cura di A. Fioretti, Vecchiarelli Editore, Manziana 2013. ISBN 978-88-8247-343-3 (traduzione italiana di Takekurabe e Nigorie)
- H. Ichiyo, L'ultimo dell'anno e altri racconti, traduzione con proemio critico-biografico di Gala Maria Follaco, Aracne editrice, Roma 2016. ISBN 978-8854892842
- H. Ichiyo, Acque torbide (Nigorie) 1895, traduzione di P. Cavaliere e A. Azuma, Jouvence, Roma 2015. ISBN 978-8878014886